# Chionaspis alnus
Chionaspis alnus är en insektsart som beskrevs av Kuwana 1928. Chionaspis alnus ingår i släktet Chionaspis och familjen pansarsköldlöss. Inga underarter finns listade i Catalogue of Life.